# Joachim Hentze
Joachim Hentze (* 23. Juni 1940 in Rechlin; † 4. Juni 2022) war ein deutscher Wirtschaftswissenschaftler.

## Leben
Hentze wurde 1940 als Sohn eines Ingenieurs geboren. Nach dem Abitur absolvierte er zunächst ein mehrmonatiges Praktikum bei der Preussag. 1961 nahm er ein Studium der Betriebswirtschaftslehre und Wirtschaftspädagogik an der Technischen Universität Hannover auf, welches er an der Universität Innsbruck und der Georg-August-Universität Göttingen fortsetzte. Mit dem Abschluss als Diplom-Handelslehrer (1966) wurde er wissenschaftlicher Mitarbeiter am Betriebswirtschaftlichen Seminar der TU Hannover, wo er 1969 an der Geistes- und Staatswissenschaftlichen Fakultät mit der Dissertation Quantitative und qualitative Analyse der Struktur der betrieblichen Tätigkeiten im Hinblick auf die Planung des Bedarfs, der Bedarfsdeckung und des Einsatzes von Personal. Unter besonderer Berücksichtigung der kaufmännischen Tätigkeiten zum Dr. rer. pol. promoviert wurde.
Von 1970 bis 1971 war er Rektoratsassistent und von 1972 bis 1973 war er Dekan der Fakultät für Geistes- und Staatswissenschaften. 1974 wurde er Professor für Unternehmensführung am Institut für Wirtschaftswissenschaften der Technischen Universität Braunschweig. 1985 erfolgte die Habilitation an der Carl von Ossietzky Universität Oldenburg. Er bekleidete Gastprofessuren in den USA, China und Osteuropa. An der Technischen Universität Sofia begründete er einen deutschsprachigen wirtschaftswissenschaftlichen Studiengang.
Hentze war verheiratet.

## Auszeichnungen
- Ehrendoktor der Technischen Universität Sofia
- Ehrendoktor der Wirtschaftsuniversität Chișinău
- Ordentliches Mitglied der Braunschweigischen Wissenschaftlichen Gesellschaft

## Schriften (Auswahl)
- mit Joachim Metzner: Kaufmännische Buchführung in Krankenhäusern. Systematische Einführung. Kohlhammer, Köln u. a. 1978, ISBN 3-17-004733-7.
- Kosten- und Leistungsrechnung in Krankenhäusern. Systematische Einführung. Kohlhammer, Köln u. a. 1979, ISBN 3-17-005365-5. (5. Auflage 2008)
- Arbeitsbewertung und Personalbeurteilung. Poeschel, Stuttgart 1980, ISBN 3-7910-9117-4.
- mit Peter Brose: Unternehmungsplanung. Eine Einführung. Haupt, Bern u. a. 1985, ISBN 3-258-03375-7. (2. Auflage 1992)
- mit Peter Brose: Unternehmungsführung und Mitbestimmung. Physica-Verlag, Würzburg u. a. 1985, ISBN 3-7908-0268-9.
- mit Beter Brose: Studienbibliothek Organisation. Verlag Moderne Industrie, Landsberg am Lech 1985, ISBN 3-478-39190-3.
- mit Peter Brose: Personalführungslehre. Grundlagen, Führungsstile, Funktionen und Theorien der Führung. Ein Lehrbuch für Studenten und Praktiker. Haupt, Bern u. a. 1986, ISBN 3-258-03487-7. (3. Auflage 1997)
- mit Klaus Lindert: Manager im Vergleich. Daten aus Deutschland und Osteuropa. Arbeitssituation, Anforderungen und Orientierungen. Haupt, Bern u. a. 1992, ISBN 3-258-04569-0.
- mit Andreas Kammel: Personalcontrolling. Eine Einführung in Grundlagen, Aufgabenstellungen, Instrumente und Organisation des Controlling in der Personalwirtschaft. Haupt, Bern u. a. 1993, ISBN 3-8252-1706-X.
- (Hrsg. mit Burkhard Huch, Erich Kehres): Krankenhaus-Controlling. Konzepte, Methoden und Erfahrungen aus der Krankenhauspraxis. Kohlhammer, Stuttgart u. a. 1998, ISBN 3-17-015383-8. (4. Auflage 2010)
- mit Erich Kehres: Buchführung und Jahresabschluß in Krankenhäusern. Methodische Einführung. Kohlhammer, Stuttgart u. a. 1998, ISBN 3-17-015392-7. (3. Auflage 2007)
- mit Albert Heinecke, Andreas Kammel: Allgemeine Betriebswirtschaftslehre aus Sicht des Managements. Haupt, Bern u. a. 2001, ISBN 3-8252-2040-0.
- mit Björn Thies: Unternehmensethik und Nachhaltigkeitsmanagement. Haupt, Bern u. a. 2012, ISBN 978-3-8252-3686-1.